# 1381 w literaturze
Wydarzenia literackie w 1381 roku.

## Urodzili się
- Wawrzyniec z Raciborza, polski teolog (zm. 1448)

## Zmarli
- Katarzyna Szwedzka, święta